# Robert Kristensson
Robert Emanuel Kristensson, född 25 maj 1896 i Osby socken, död 14 februari 1975 i Stockholm, var en svensk ekonom och ingenjör.
Kristensson var son till köpmannen Adolf Kristensson. Efter studentexamen som privatist i Lund 1915 blev han elev vid Kungliga tekniska högskolan och avlade 1919 examen från dess fackavdelning för maskinbyggnadskonst och mekanisk teknologi. Kristersson var 1920-1921 ekonomichef vid Norsk kulelager A/S i Oslo och offertingenjör vid Svenska kullagerfabriken 1921-1922. 1922-1924 var han extra lektor vid Tekniska gymnasiet i Örebro och 1924-1931 speciallärare i bokföring vid Kungliga tekniska högskolan 1924-1931. Samtidigt bedrev han 1924-1926 ekonomiska studier vid Stockholms högskola 1924-1926 och var speciallärare i fabriksorganisation vid Stockholms handelshögskola 1924-1925. Kristensson var teknisk chef vid AB Engströms rullkort 1925-1926, VD för AB Fribergs högvacuumpump i Stockholm 1927-1930, lärare i industriell ekonomi och organisation vid artilleri- och ingenjörshögskolan 1929 och direktörsassistent och expert i industriell ekonomi vid AB Swedish Invention Corporation 1931-1933. Han var direktör i Svenska patentaktiebolaget 1933-1935, docent i bedriftsekonomi vid Norges handelshögskola i Bergen 1937-1940 och professor där 1937-1940. Kristensson var sekreterare i Sveriges mekaniska verkstäders förtroendekommitté för enhetliga redovisningsmetoder 1041-1943, ledare för Svenska lantarbetsgivarföreningens arbetsstudier 1942-1945, professor i industriell ekonomi och organisation vid Kungliga tekniska högskolan 1945-1966 och ordförande i Skoindustrins forskningsinstitut 1947-1957. Därtill var han ledamot av styrelsen för Inter-University Contact i Delft 1951-1961.
Kristensson arbetade särskilt med att utveckla arbetsbesparande åtgärder inom industrin och inom jordbruket. Han var ägare till Husby gård där han utförde ett flertal tidsstudier.
Han blev 1945 ledamot av Kungliga Skogs- och Lantbruksakademien och 1950 av Kungliga Ingenjörsvetenskapsakademien